# Ulan-Burgassy-Gebirge
Das Ulan-Burgassy-Gebirge (russisch Улан-Бургасы) ist ein Mittelgebirge im westlichen Transbaikal-Gebiet in der russischen Republik Burjatien. 
Das Ulan-Burgassy-Gebirge erstreckt sich über eine Länge von 200 km in Nordost-Südwest-Richtung zwischen den Flussläufen von Turka im Norden und Kurba im Süden. Die Höhen liegen im Schnitt bei 1400–1800 m. Höchste Erhebung ist die Gora Churchag mit 2049 m. An den Südhängen auf 700–800 m Höhe wächst Bergsteppenvegetation. Darüber, bis 1600 m Höhe tritt die Lärchentaiga in den Vordergrund. Noch höher trifft man verbreitet auf bewuchsloses Gelände und kahle Gipfel.